# Careproctus homopterus
Careproctus homopterus är en fiskart som beskrevs av Gilbert och Burke 1912. Careproctus homopterus ingår i släktet Careproctus och familjen Liparidae. Inga underarter finns listade.